# Рудник Лютер

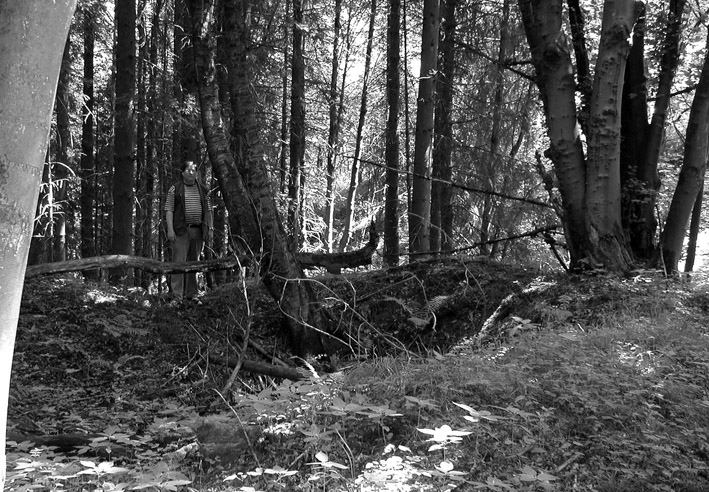
Заброшенная исследовательская шахта рудника Лютер. Фото 2005 года

Рудник Лютер (нем. Grube Luther), — бывший рудник железорудного бассейна Бенсбергер в Кюртене (Северный Рейн-Вестфалия, Германия).

## История

### Старая горная выработка
Разработки железной руды в Кюртене начались во второй половине XVIII века. Об этом свидетельствует документ, датированный 16 декабря 1761 года. Первооткрывателем считается некто господин Петер Моль из Леннепа, имевший разрешение на горные работы и натолкнувшийся на железную руду в 1750 году. Горные инженеры из Дюссельдорфа обследовали закопушку 15 июля 1761 года и в своём заключении от 16 декабря этого же года пришли к выводу о перспективности добычи железной руды и прочих минералов, за исключением золота и благородных камней.
Тогда появилась горная выработка между Мибах (Miebach) и Ленцхольц)(Lenzholz). Речь шла о поисковой шахте «Анна Фундгрубе». Позже она была известна под названием «Рудник счастья Катарины», 27 августа 1860 года объединённая с рудником Лютер и с того времени имевшая общее название «Рудник Лютер».

### Промышленная разработка
В 1860 году работы по добыче железной руды, а также свинца и серы велись на следующих рудных полях:
- Счастье Елизаветы-Маргариты (Elisabeth-Margarethaglück). Это небольшое поле разрабатывалось междлу Шпитце и Блиссенбах.
- Густав-Адольф (Gustav-Adolph). Располагалось между Дорпе, Шпитце, Келлер и Дюршайд.
- Счастье Екатерины (Katharinaglück). Совсем небольшое рудное поле располагалось между Мибахом и Ленцхольцем.
- Лютер (Luther). Располагалось между Блиссенбах, Дюршайд, Шпитце, Бехен и Мибах.
- Паппенхайм (Pappenheim). Располагалось у Винтерберга между Дюршайд и Обербёрш.
- Зикинген (Sickingen). Располагалось между Шпитце, Бехен и Оберталь.
- Томас Мюнцер (Thomas Münzer). Располагалось у Блиссенбаха.

### Современное состояние
К 1911 году поля были в основном выработаны, новые поиски не увенчались успехом и добыча руды прекратилась. В годы национал-социализма была осуществлена новая попытка возродить добычу руды, но и она оказалась безуспешной. В 1960-е годы горные выработки у Бенсберга стали использоваться как место для свалки отходов и к настоящему времени оказались полностью заполненными. А внешние формы добычи полезных ископаемых сохранились до сих пор и являются объектом исследований для специалистов по истории геологии и горнорудной техники. Они могут быть причислены к памятникам геологической истории и горного дела.